# Václav Karbus
Václav Karbus (duben 1862 – 6. října 1932) byl český politik, za Rakouska-Uherska na počátku 20. století poslanec Říšské rady.

## Biografie
Narodil se koncem dubna 1862. Vstoupil do učení a pracoval jako obchodní příručí ve firmě Rott, později u L. G. Bondyho. V roce 1883 spoluzakládal profesní a společenskou organizaci Československá obchodnická beseda. Od roku 1886 byl jejím prezidentem a ve funkci setrval po 35 let. V letech 1896–1897 se podílel na zřízení odborové organizace Národních dělníků, napojené na mladočechy.
Byl aktivní i politicky. Od mládí byl členem mladočeské strany. Na počátku století se zapojil i do celostátní politiky. Ve volbách do Říšské rady roku 1901 získal mandát na Říšské radě za všeobecnou kurii, obvod Kolín, Český Brod, Říčany. K roku 1901 se profesně uvádí jako ředitel nemocenské pokladny obchodního grémia v Praze. Na Říšské radě se zasadil o přijetí zákona o nedělním klidu a podílel se na legislativě v oboru pojištění.
Od roku 1910 byl členem správní rady banky Slavia, od roku 1920 coby člen jejího generálního ředitelství. Ke svým 70. narozeninám založil částkou 300 000 Kč fond při Národohospodářském ústavu Akademie věd a umění za účelem podpory výuky cizích jazyků.
Zemřel v říjnu 1932 po téměř rok trvající srdeční chorobě.